# هلوسة
الهلوسة (أو الهلس) بمفهومها العام هي الإحساس بمحسوس غير موجود، وبمعنى أدق، يمكن تعريف الهلوسة بأنها الإحساس في حالة اليقظة، والوعي بمحسوس غير موجود يتميز بخواص المحسوسات الموجودة كالحياة والمادية والتحقق في الخارج (وجود مصداق خارجي للمحسوس)، وبالتالي ومن خلال هذه الخصائص يمكننا تمييز الهلوسة من الحلم الذي لا يحصل في حالة الوعي، كما يمكننا تمييز الهلوسة من التوهم (illusion) والذي هو عبارة عن إحساس مشوّه أو مفسّر تفسيرا خاطئا، كما يتميّز من خلال ذلك الحلم عن التخيل والذي يتحقق بإرادة الإنسان وهو عبارة عن تصرف في صور المحسوسات الواقعية، كما يمكننا من خلال التعريف المذكور أن نميز ما بين الهلوسة والهلوسة الكاذبة (pseodohallucination)، والتي لا تحاكي المحسوسات الواقعية، ولكنها تتم دون إرادة الإنسان، وتختلف الهلوسة أيضا عن «الإحساسات الوهمية» التي يتحسس المريض المصاب بها محسوسات واقعية بشكل صحيح وتفسير سليم إلاّ أنه يعطي هذه المحسوسات مغزى إضافيا غريبا.
تتنوّع أشكال الهلوسة ما بين بصرية وسمعية وشمية وذوقية ولمسية، كما يمكن للهلوسة أن تصيب إحساس الإنسان بالتوازن والحرارة والألم، كما تصيب إحساس الإنسان بالمواضع النسبية لأجزاء جسمه المتجاورة.
يعتبر الاضطراب (disturbance) شكلا مخففا من الهلوسة ويمكن أن يحدث في أي من الحواس المذكورة، ومن أشكاله سماع أصوات منخفضة أو إزعاج خافت، أو حدوث تحركات في البصر الطرفي.
تعتبر الهلوسة في الحالة الانتقالية ما بين النوم واليقظة (hypnagogia hallucination) والهلوسة في الحالة الانتقالية ما بين اليقظة والنوم (hypnopompic hallucination) ظاهرتان طبيعيتان وليستا حالتين مرضيتان.
تتعدد العلل التي تسبب الهلوسة، حيث تعتبر الهلوسة عرضا جانبيا لبعض الأدوية مثل (deliriants)، كما يؤدي الحرمان من النوم إلى الهلوسة، وبعض أنواع الاضطرابات العقلية والعصبية تؤدي إلى هذا المرض أيضا.

## نسبة انتشار الهلوسة (السيادة)
أظهرت الدراسات بأن الناس من جميع أنحاء العالم قد يصابون بالهلوسة، وقد قررت إحدى الدراسات القديمة التي أجريت عام 1894 بأن حوالي 10% من العينة المدروسة عانوا من الهلوسة، ولاحقا أجري مسح عام 1996-1999 غطّى أكثر من 13000 شخصا. وكانت النتيجة بأن حوالي 39% من الناس اعترفوا بأنهم قد كانت لهم تجارب هلوسية، وكان 27% من أولئك أصيبوا بالهلوسة خلال فترة النهار وغالبا من دون أن يكونوا قد عانوا من مرض آخر أو يستخدموا أي دواء، ومن خلال هذا المسح يمكن القول بأن الهلوسة الشمية والهلوسة الذوقية تعتبران من أكثر أنواع الهلوسة شيوعا.

## أنواع الهلوسة
تأخذ الهلوسة أشكالا متنوعة، وتؤثر على جميع أنواع الحواس، وتظهر أحيانا في أكثر من حاسة في نفس الوقت.

### الهلوسة السمعية
و تعرف اصطلاحا بـ(paracusia)، ويسمع فيها المريض صوتا أو مجموعة من الأصوات، ويترافق هذا النوع من الهلوسة عادة مع بعض الاضطرابات العقلية كالفصام، وللهلوسة دور مهم في تشخيص هذه الأمراض المرافقة له، ولكن قد لا يعاني المريض من أي اضطراب عقلي ومع هذا يكون مصابا بالهلوسة، ومن أنواع الهلوسات السمعية هو الهلوسة الموسيقية حيث يتهيأ للمريض بأن هنالك موسيقى ترن في ذهنه وعادة ما تكون موسيقى أو أغنية يعرفها المريض جيدا، ويرجع سبب هذا النوع من الهلوسة إلى :
1. ظهور بقع غير طبيعية (lesions) في ساق الدماغ.
2. الأورام.
3. التهاب الدماغ (encephalitis).
4. فقدان السمع.
5. الصرع.
6. تجمع الصديد حول بعض الجروح (abscesses).

### الهلوسة الشمية
حيث يشم المريض روائح غير موجودة واقعا وتسمى هذه الحالة طبيا phantosmia، وتعتبر الروائح الكثيرة هي الأكثر شيوعا في الهلوسة كرائحة القيء والبراز والبول والدخان.. إلخ وتنتج الهلوسات الشمية عادة بسبب تحطم النسيج العصبي في الجهاز الشمي، ويعود تحطم هذا النسيج إلى العديد من الأسباب كالالتهابات الفايروسية، وأورام الدماغ والإصابات والجراحة، ومن المحتمل أن يكون التعرض إلى بعض السموم والأدوية من مسببات ذلك أيضا.
يمكن لمرض الصرع أن ينتج هلوسات شمية أيضا إذا ما أثر على اللحاء الشمي.
و من الجدير بالذكر أن الهلوسة الشمية (phantosmia) تختلف عن حالة طبية أخرى تعرف بـ (parosmia) حيث يشم الإنسان روائح واقعية موجودة فعلا لكن يشمها مختلفة عما يشمه الآخرون.

### الهلوسة البصرية
أقل انتشاراً من الهلوسة السمعية وهو مترافق مع حالات عضوية حادة كالذهان التخليطي التسممي والهذيانات، أو أورة الصرع، وتحدث أيضاً في أمراض عضوية بؤرية للدماغ، وليست نادرة في الذهانات الفصامية خاصة في المراحل المبكرة للفصام الحاد.

### الهلوسة الهبناكوكية (hypnagogic)
و تحدث قبل أن يغط الإنسان في النوم، ويحدث هذا النوع لدى عدد كبير من الناس ويمكن أن تستمر الهلوسة من ثوان إلى دقائق، ويحدث هذا النوع من الهلوسة لدى أشخاص أصحاء عقليا، كما يحدث لدى من يعانون من مرض (نوبات النعاس - narcolepsy)، وهو حالة مرضية تتميز بنوم كثير أثناء فترة النهار وفي أوقات غير مناسبة مثلا أثناء العمل أو في المدرسة، ويترافق هذا النوع من الهلوسة أحيانا مع بعض أنواع الخلل في عنق الدماغ إلا أن هذه الحالات نادرة.

### متلازمة تشارلز بونيت (Charles Bonnet syndrome)
متلازمة تشارلز بونيت هو الاسم الذي يطلق على الهلوسات البصرية التي تحدث لدى المكفوفين، ويمكن للشخص الأعمى أن يشتت هذه الهلوسة من خلال فتح وإغلاق جفنيه حتى تختفي الصور البصرية، ولا يعتمد هذا النوع من الهلوسة على انخفاض مستوى الإضاءة فهو قد يظهر أثناء فترة النهار أو الليل على حد سواء، ولا يقلق هذا النوع من الهلوسة المريض كثيرا حيث يكون المرضى عادة واعين بأنهم يهلوسون.

### الهلوسة الحسية
و يتم خلالها الشعور بأمور تلامس المريض وتؤدي إلى أشكال مختلفة من الضغط على الجلد أو على أعضاء أخرى، ويترافق هذا النوع من الهلوسة عادة مع تعاطي بعض المواد، مثلا قد يشعر بعض متعاطي الكوكايين بأن براغيث تتسلق على جسده وتعرف هذه الحالة بـ (formication).

## تفسيرات علمية
وضعت العديد من النظريات العلمية لتفسير ظاهرة الهلوسة، فعندما كانت النظريات النفسية الحركية (نظريات فرويد) شائعة في الطب العقلي، كان التفسير الشائع على أساسها هو أن الهلوسة ما هي إلا بروز الأماني والأفكار والرغبات من العقل اللاواعي على صفحة الوعي، ولاحقا تصدرت النظريات البيولوجية وأخذ العلماء (الأخصائيون النفسيون على الأقل) بتفسير الهلوسة على أساس أنها خلل وظيفي في الدماغ.
و يمكن القول أيضا بأن فعالية ووظيفية الناقل العصبي المعروف بالدوبأمين تعتبر مهمة بالخصوص، وقد حققت بعض بحوث علم النفس حديثا في القول بأن السبب المسؤول عن الهلوسة هو حدوث تحيزات في القدرات الميتا إدراكية metacognitive abilities، وهذه القدرات تسمح لنا بمراقبة وسحب الاستدلالات من حالاتنا النفسية الداخلية (مثل النوايا، والذكريات، والعقائد والأفكار)، وتعد القدرة على التمييز ما بين مصادر المعلومات الداخلية ذاتية-التولد ومصادر المعلومات الخارجية (المحفزات) تعد هذه القدرة مهارة ميتا-إدراكية مهمة، ولكنها قد تتحلل مسببة الهلوسة، كما قد يتشكل بروز الحالة الداخلية أو تفاعل الشخص اتجاه شخص آخر على شكل هلوسات وبالخصوص هلوسات سمعية، وهنالك فرضية حديثة أخذت تكسب قبولا بين المختصّين تسلط الضوء على دور التوقّعات الحسية الشديدة التي قد تولد خرجات حسية عفوية.

## مطالعة إضافية
- Johnson FH (1978). The Anatomy of Hallucinations. Chicago: Nelson-Hall Co. ISBN 0-88229-155-6.
- Bentall RP, Slade PD (1988). Sensory Deception: A Scientific Analysis of Hallucination. London: Croom Helm. ISBN 0-7099-3961-2.
- Aleman A, Larøi F (2008). Hallucinations: The Science of Idiosyncratic Perception. American Psychological Association (APA). ISBN 1-4338-0311-9.
- Sacks O (2012). Hallucinations. New York: Alfred A. Knopf. ISBN 978-0-307-95724-5

## وصلات خارجية
- Hearing Voices Network
- "Anthropology and Hallucinations; chapter from The Making of Religion". psychanalyse-paris.com. 4 نوفمبر 2006. مؤرشف من الأصل في 2017-11-11. اطلع عليه بتاريخ 2016-10-04.
- «الصوت الداخلي: دليل عملي للتعامل مع سماع الأصوات الداخلية»
- مصطلحات علم النفس
- الهلوسة: هل هي ظاهرة طبيعية؟
- Fasting-induced hallucination